# Itália nos Jogos Olímpicos de Inverno de 1988
A Itália competiu nos Jogos Olímpicos de Inverno de 1988, realizados em Calgary, Canadá.